# Плавание на летних Олимпийских играх 1984
Соревнования по плаванию на летних Олимпийских играх 1984 года проходили на Олимпийском плавательном стадионе в кампусе Университета Южной Калифорнии.
Этьен Дагон, выиграв бронзу на 200-метровке брассом, принёс Швейцарии первую в истории олимпийскую награду в плавании.

## Общий медальный зачёт
| Место | Страна         | Золото | Серебро | Бронза | Всего |
| ----- | -------------- | ------ | ------- | ------ | ----- |
| 1     | США            | 21     | 13      | 0      | 34    |
| 2     | Канада         | 4      | 3       | 3      | 10    |
| 3     | ФРГ            | 2      | 3       | 6      | 11    |
| 4     | Нидерланды     | 2      | 1       | 3      | 6     |
| 5     | Австралия      | 1      | 5       | 6      | 12    |
| 6     | Великобритания | 0      | 1       | 4      | 5     |
| 7     | Франция        | 0      | 1       | 1      | 2     |
| 8     | Бразилия       | 0      | 1       | 0      | 1     |
| 9     | Швеция         | 0      | 0       | 2      | 2     |
| 10    | Бельгия        | 0      | 0       | 1      | 1     |
| 10    | Румыния        | 0      | 0       | 1      | 1     |
| 10    | Швейцария      | 0      | 0       | 1      | 1     |
| 10    | Венесуэла      | 0      | 0       | 1      | 1     |

## Медалисты

### Мужчины
| Дисциплина                       | Золото                                                                    | Серебро                                                                 | Бронза                                                                |
| -------------------------------- | ------------------------------------------------------------------------- | ----------------------------------------------------------------------- | --------------------------------------------------------------------- |
| 100 м вольным стилем             | Роуди Гейнс США                                                           | Марк Стоквелл Австралия                                                 | Пер Юханссон Швеция                                                   |
| 200 м вольным стилем             | Михаэль Гросс ФРГ                                                         | Майк Хит США                                                            | Томас Фарнер ФРГ                                                      |
| 400 м вольным стилем             | Джордж ДиКарло США                                                        | Джон Мюкканен США                                                       | Джастин Лемберг Австралия                                             |
| 1500 м вольным стилем            | Майк О’Брайен США                                                         | Джордж ДиКарло США                                                      | Штефан Пфайффер ФРГ                                                   |
| 100 м на спине                   | Рик Кэри США                                                              | Дейв Уилсон США                                                         | Майк Вест Канада                                                      |
| 200 м на спине                   | Рик Кэри США                                                              | Фредерик Делькур Франция                                                | Камерон Хеннинг Канада                                                |
| 100 м брассом                    | Стив Лундквист США                                                        | Виктор Дэвис Канада                                                     | Питер Эванс Австралия                                                 |
| 200 м брассом                    | Виктор Дэвис Канада                                                       | Гленн Беринген Австралия                                                | Этьен Дагон Швейцария                                                 |
| 100 м баттерфляем                | Михаэль Гросс ФРГ                                                         | Пабло Моралес США                                                       | Гленн Бьючанан Австралия                                              |
| 200 м баттерфляем                | Джонатан Сибен Австралия                                                  | Михаэль Гросс ФРГ                                                       | Рафаэль Видаль Венесуэла                                              |
| 200 м комплексным плаванием      | Алекс Бауман Канада                                                       | Пабло Моралес США                                                       | Нейл Кохрэн Великобритания                                            |
| 400 м комплексным плаванием      | Алекс Бауман Канада                                                       | Рикарду Праду Бразилия                                                  | Роб Вудхаус Австралия                                                 |
| Эстафета 4×100 м вольным стилем  | США · Мэтт Бионди · Крис Кавано · Роуди Гейнс · Майк Хит                  | Австралия · Нил Брукс · Майкл Дилейни · Марк Стоквелл · Грегори Фасала  | Швеция · Бенгт Барон · Пер Юханссон · Томас Лейдстрём · Микаель Эрн   |
| Эстафета 4×200 м вольным стилем  | США · Джефф Флоат · Джефф Габерино · Брюс Хайес · Дэвид Ларсон · Майк Хит | ФРГ · Томас Фарнер · Михаэль Гросс · Дирк Кортхальс · Александер Шовтка | Великобритания · Нейл Кохрэн · Эндрю Эстбёри · Пол Истер · Пол Хоув   |
| Эстафета 4×100 м комбинированная | США · Роуди Гейнс · Рик Кэри · Стив Лундквист · Пабло Моралес             | Канада · Майк Вест · Виктор Дэвис · Том Понтинг · Сэнди Госс            | Австралия · Гленн Бьючанан · Питер Эванс · Марк Керри · Марк Стоквелл |

### Женщины
| Дисциплина                       | Золото                                                                   | Серебро                                                                          | Бронза                                                               |
| -------------------------------- | ------------------------------------------------------------------------ | -------------------------------------------------------------------------------- | -------------------------------------------------------------------- |
| 100 м вольным стилем             | Кэролин Штайнзайфер США                                                  | не присуждалась                                                                  | Аннемари Верстаппен Нидерланды                                       |
| 100 м вольным стилем             | Нэнси Хогсхед США                                                        | не присуждалась                                                                  | Аннемари Верстаппен Нидерланды                                       |
| 200 м вольным стилем             | Мэри Уэйт США                                                            | Синтия Вудхэд США                                                                | Аннемари Верстаппен Нидерланды                                       |
| 400 м вольным стилем             | Тиффани Коэн США                                                         | Сара Хардкэстл Великобритания                                                    | Джун Крофт Великобритания                                            |
| 800 м вольным стилем             | Тиффани Коэн США                                                         | Мишель Ричардсон США                                                             | Сара Хардкэстл Великобритания                                        |
| 100 м на спине                   | Тереза Эндрюс США                                                        | Бетси Митчелл США                                                                | Йоланда де Ровер Нидерланды                                          |
| 200 м на спине                   | Йоланда де Ровер Нидерланды                                              | Эми Уайт США                                                                     | Анка Пэтрэшкою Румыния                                               |
| 100 м брассом                    | Петра ван Ставерен Нидерланды                                            | Анне Оттенбрите Канада                                                           | Катерин Пуаро Франция                                                |
| 200 м брассом                    | Анне Оттенбрите Канада                                                   | Сьюзан Рапп США                                                                  | Ингрид Лемперёр Бельгия                                              |
| 100 м баттерфляем                | Мэри Мигер США                                                           | Дженна Джонсон США                                                               | Карин Зайк ФРГ                                                       |
| 200 м баттерфляем                | Мэри Мигер США                                                           | Карен Филлипс Австралия                                                          | Ина Байерман ФРГ                                                     |
| 200 м комплексным плаванием      | Трейси Колкинс США                                                       | Нэнси Хогсхед США                                                                | Мишель Пирсон Австралия                                              |
| 400 м комплексным плаванием      | Трейси Колкинс США                                                       | Сьюзи Лэнделлз Австралия                                                         | Петра Циндлер ФРГ                                                    |
| Эстафета 4×100 м вольным стилем  | США · Нэнси Хогсхед · Дженна Джонсон · Кэролин Штайнзайфер · Дара Торрес | Нидерланды · Конни ван Бентум · Деси Рейерс · Аннемари Верстаппен · Эллес Воскес | ФРГ · Сюзанне Шустер · Кристиане Пильке · Карин Зайк · Ирис Цшерпе   |
| Эстафета 4×100 м комбинированная | США · Тереза Эндрюс · Трейси Колкинс · Нэнси Хогсхед · Мэри Мигер        | ФРГ · Ина Байерман · Уте Хассе · Свенья Шлихт · Карин Зайк                       | Канада · Рима Абдо · Анне Оттенбрите · Мишель МакФерсон · Памела Рай |